# Rafael d'Amat i de Cortada
Rafael d'Amat i de Cortada   (Barcelona, 10 de juliol de 1746 - Barcelona, 15 de febrer de 1819) conegut popularment com a baró de Maldà, fou el primer baró de Maldà i Maldanell.

## Biografia

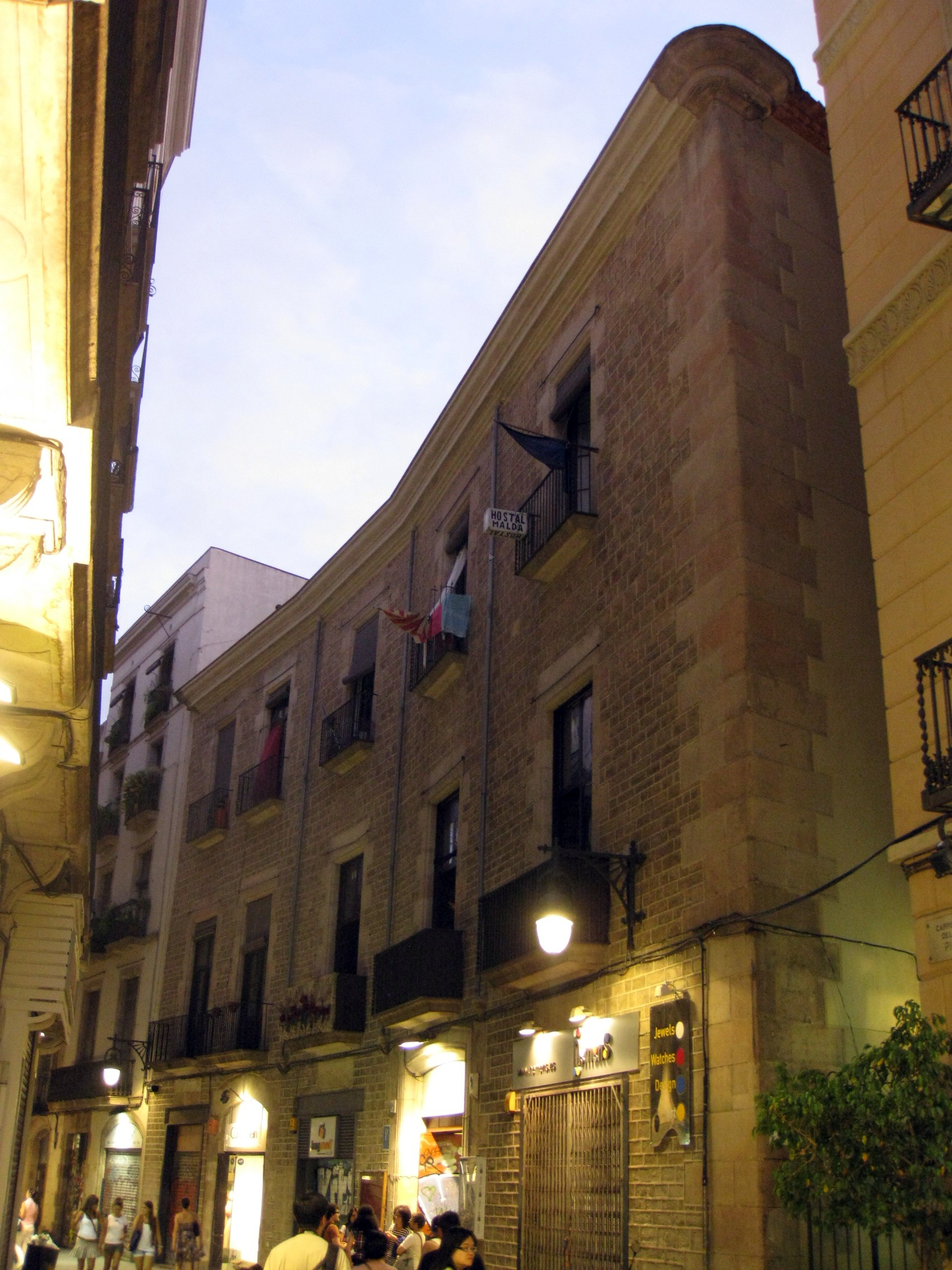
El palau Maldà, al carrer del Pi de Barcelona

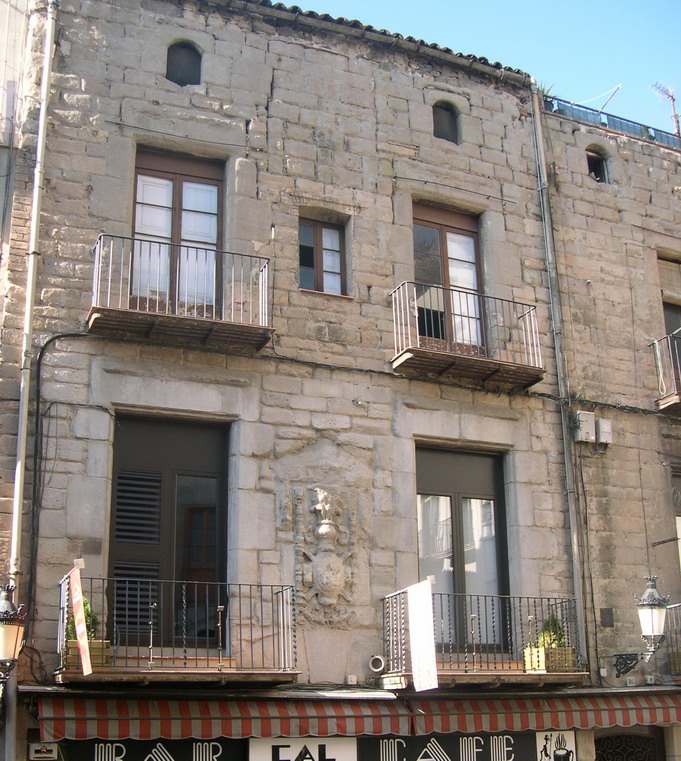
El palau dels Peguera, a Berga, on va residir el baró de Maldà durant la Guerra del Francès

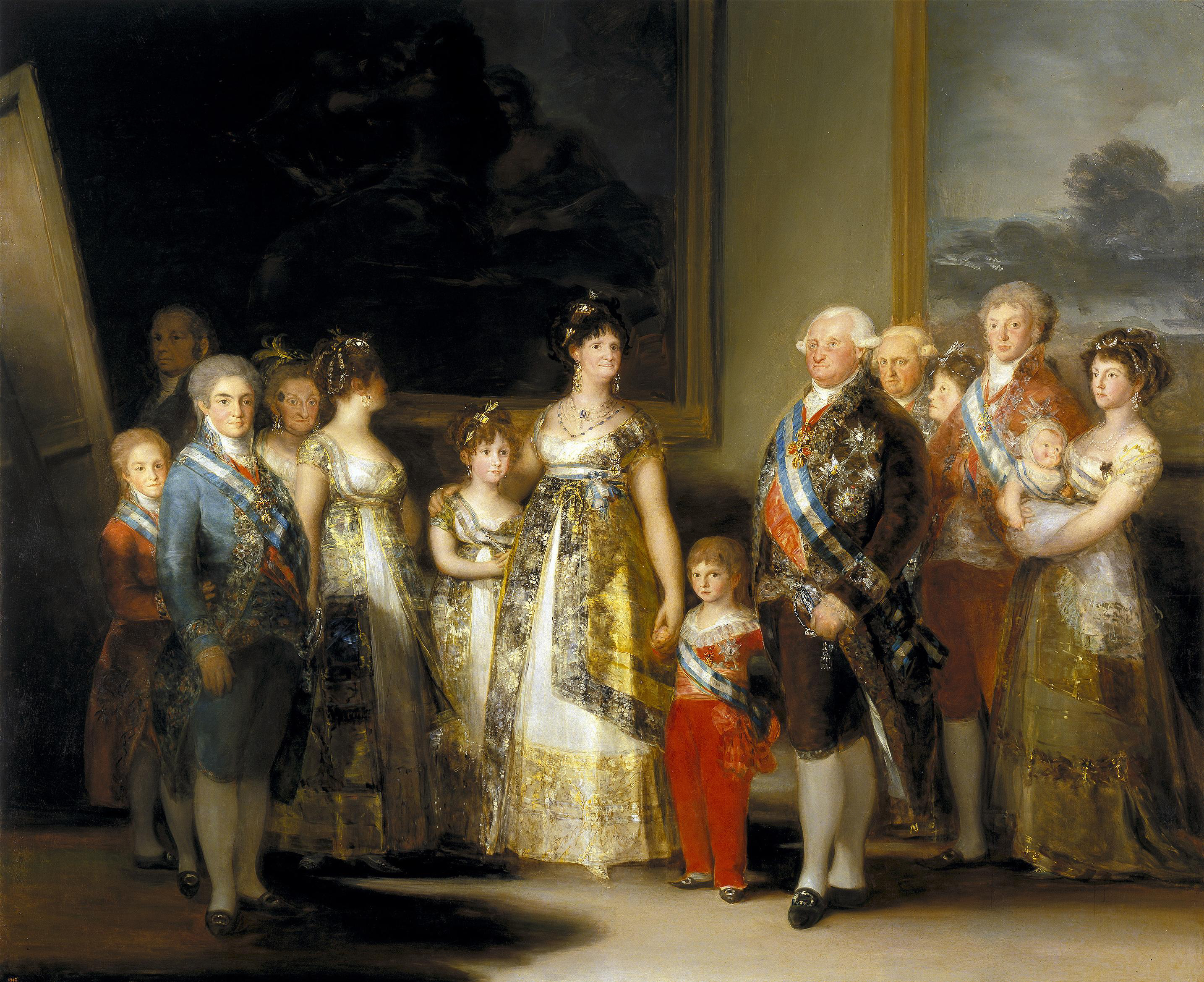
La família de Carles IV per Goya. Museu del Prado, Madrid

Membre d'una família integrant de la petita noblesa barcelonina, Rafael d'Amat nasqué al carrer del Pi de Barcelona el 10 de juliol del 1746. El seu pare fou el coronel Antoni d'Amat i de Junyent, i la seva mare, Maria Teresa de Cortada i de Senjust, nobles catalans tots dos. El seu avi patern havia estat Josep d'Amat i de Planella (mort el 1715), primer marquès de Castellbell. Per la banda de la mare, heretà la senyoria de la baronia de Maldà i Maldanell, la qual es convertí en el títol de baró de Maldà i Maldanell el 1766 per voluntat del rei Carles III. Era nebot de Manuel d'Amat i de Junyent, que fou virrei del Perú.
Sabem que el baró de Maldà estudià al col·legi de Cordelles, regentat pels jesuïtes, als quals restaria sempre fidel, i aviat demostrà una gran afició per l'assistència a les cerimònies religioses.
El 1766, als 20 anys, es casà amb Maria Esperança d'Amat i de Rocabertí, cosina seva i filla petita del segon marquès de Castellbell, nascuda el 1749. Del matrimoni nasqueren vuit fills, dels quals sobrevisqueren a la infantesa Maria Escolàstica, futura marquesa de Castellbell pel seu matrimoni amb Manuel d'Amat i de Peguera, Rafael, Josep Maria, Gaietà, Maria Teresa i Maria Felipa, aquestes dues darreres religioses al monestir de Jonqueres.
El baró i la seva família visqueren sempre a l'anomenada Casa Cortada, al carrer del Pi de Barcelona, a prop de la seva estimada església de Santa Maria del Pi, que amb els anys fou el Palau Maldà i que ara allotja les galeries comercials del mateix nom. El baró menà una vida de desvagat curiós per tot el que succeïa al seu entorn i molt aficionat a gaudir de festes i celebracions, tret de les ocasions en què la seva hipocondria i el temor de les circumstàncies bèl·liques de l'època li ho impedien. Poc va alterar aquest ritme de vida la mort de la seva esposa, el 19 de gener del 1788, víctima d'una epidèmia de verola.
La Guerra Gran, entre els anys 1793-1795, va despertar en el baró una fòbia malaltissa envers França, els francesos i especialment tot allò relacionat amb la Revolució, iniciada el 1789. Això no obstant, es lliura cada vegada més a una vida reposada dedicada a la festa i al gaudi dels plaers de la taula i la bona companyia, sempre mantenint un gran respecte pel cerimonial oficial i les celebracions religioses.
El 1796, l'inici de la guerra amb Anglaterra i les successives reformes que els liberals introdueixen en la fiscalitat d'Espanya porten a la misèria les classes populars, cosa que provoca que les finances dels nobles se'n ressentin. El baró no en serà una excepció i així ho esmenta, divertidament, en els seus escrits, en què manifesta una profunda antipatia pel ministre Godoy, a qui atribueix la mala influència sobre el rei Carles IV. El 16 de setembre del 1802, el baró tingué l'oportunitat d'assistir a la contemplació del dinar del rei i els seus fills, durant l'estada que va fer a Catalunya els mesos de setembre i octubre d'aquell any. Serà a partir d'aquesta època que s'aniran accentuant la hipocondria i les pors del baró, que acabaran condicionant-lo, especialment arran de la invasió francesa del 1808, que provocarà la sortida del baró i part de la seva família de Barcelona. Ja de gran, va ser nomenat acadèmic de la Reial Acadèmia de Bones Lletres (1816).
Morí a Barcelona el 1819, amb 72 anys, i fou enterrat a la cripta dels Josepets de Gràcia.

## Aparença personal
No hi ha il·lustracions que ens mostrin com era Rafael d'Amat físicament, però ell mateix en dona alguns detalls al seu dietari. Per exemple, diu que utilitzava ulleres per escriure i bastó per caminar. Des dels quaranta-dos anys no té dents i als 63 se sentia vell, no hi veu gaire bé de lluny i té problemes d'oïda. A més, porta perruca en molt poques ocasions, com, per exemple, quan sortí de Barcelona a Vic, a l'exili, quan era gran.

## Personalitat
Gràcies als seus dietaris, se sap que era una persona hipocondríaca, amb tendència a l'angoixa i la depressió, que li anaven en augment. Ell n'era molt conscient, i també del fet que el seu humor depenia molt del temps atmosfèric. Així, les tronades li provocaven pànic en la seva joventut i, si amb l'edat va anar aconseguint que el temps influenciés menys el seu estat d'ànim, explica diverses vegades que quan plou perd l'humor. Estava preocupat per la seva salut; temia que l'ensopiment el pogués fer més fràgil i creia en el poder curatiu dels sants. Era religiós, d'un catolicisme urbà, però ni més ni menys que la resta de gent de la seva classe social a l'època.
Tenia una gran afició a la gastronomia. Li agradava molt menjar i tota la cerimònia que comporta un àpat, la preparació, la presentació a taula, la decoració, els utensilis, etc. Els banquets i els àpats festius són sempre descrits amb molta minuciositat i amb detalls molt abundants. Tanmateix, al final de la seva vida, probablement a causa de l'edat, les referències hi disminueixen.
Aspirava pols de tabac per donar-se energia en llevar-se i també per tranquil·litzar-se i estimular-se just abans d'escriure, a més, segurament, d'altres vegades al llarg del dia. En canvi, li semblava de molt mala educació fumar-lo en pipa, com ja era costum a la seva època. També es confessa addicte a la xocolata desfeta, que en aquell temps es considerava un estimulant, de consum molt estès en la noblesa, i en prenia almenys dos cops al dia: una tassa al matí i una a mitja tarda.
Li agradaven molt els rellotges i tota mena d'artificis mecànics, com, per exemple, les noves màquines tèxtils de les fàbriques, i fins i tot pagava per poder-ne veure de més a prop.

## Ideologia
La seva ideologia era la pròpia d'un noble de la seva època. La seva manera d'entendre la política es barreja sempre amb les idees de l'Església, conseqüència del plantejament entre aquesta i l'estat de la societat en què vivia. Llavors hi havia el corrent de pensament eclesiàstic tradicionalista, al qual pertanyia Rafael d'Amat, i els reformadors, menys radicals. L'autor és conservador en general, no sols pel que fa a la religió, sinó també als costums socials, i es manifesta en contra de les noves actituds que comporta el nou model de classes socials que es comença a formar arran de la Revolució Industrial. Com els altres nobles, té molta relació amb l'Església, i sempre va acompanyat d'un capellà, però, en canvi, amb prou feines coneix res de les classes treballadores o dels pagesos. Considera perillosa la gent que treballa a les fàbriques, que evolucionaria en la classe obrera i que aleshores era la gent més pobra a ciutat.

## Curiositats
El baró de Maldà ha donat nom a un carrer a l'Hospitalet de Llobregat, però encara no en té a Barcelona. L'any 2007, diverses entitats culturals barcelonines, entre les quals es trobaven Òmnium Cultural, l'Ateneu Barcelonès i el Memorial 1714, per exemple, van demanar el canvi de nom del carrer Duc de la Victòria, que consideren que porta mals records, pel de Baró de Maldà, ja que fou un «gran cronista de la ciutat i veí de la zona». Tanmateix, la proposta es va desestimar i el carrer passà a anomenar-se carrer del Duc.

## Obra
El mateix dia que Rafael d'Amat complia 23 anys, el 1769, començà a escriure un dietari. Aquest relat, farcit de tots els esdeveniments –banals o transcendentals, però sempre escollits segons el seu criteri personal– que aniran succeint al llarg de quasi 50 anys, va ser intitulat Calaix de sastre i se'l considera un dels textos més importants de la narrativa catalana entre els segles xv i xix. Inserit en la literatura popular, és considerat un precedent del costumisme i del periodisme locals.
Es tracta d'un tipus de literatura autobiogràfica personal, però no íntima, ni tampoc per editar. Escriu per a ell mateix i per als seus amics. Aspira a un públic familiar. Escriu tal com raja, fins i tot, aparentment, de manera descurada. Pot semblar que l'estil és barroc. Albert Rossich l'ha considerat rococó.
El títol recorda una obra del segle xviii en castellà, Cajón de sastre, un dietari il·lustrat que va tenir imitadors a Catalunya. Al seu dietari, el baró omet aspectes històrics importants que no li interessen, com ara la Revolució Industrial, i emfasitza, en canvi, allò que sí que li interessa, sovint l'insòlit i l'anecdòtic (per exemple, el baró és a missa i surt un ratolí). Val a dir que ell és catòlic comme il faut. Ens explica el seu dolce far niente, la seva vida d'aristòcrata: descriu el que menja, el temps que fa. No és, doncs, ni un científic ni un erudit. Tampoc és un il·lustrat i, a més, és antifrancès. En tot cas, fa una obra al marge dels estils literaris. Escriu en català per plaer i per gust. Pel baró, el castellà és la llengua del cadastre i dels impostos, i l'aristocràcia catalana no s'hi ha de sotmetre.

## Obra publicada
- Calaix de sastre I 1769-1791. Rafael d'Amat i de Cortada. Baró de Maldà. Curial Edicions Catalanes, S.A. ISBN 84-7256-291-3. En total, s'han arribat a publicar en aquesta edició 11 volums, des del 1769 al 1816, a càrrec de Ramon Boixareu.
- Exili de Barcelona i viatge a Vic, 1808, Publicacions de l'Abadia de Montserrat, 1991. ISBN 8478262164.
- Viatge a Maldà i Anada a Montserrat (edició del text amb estudi introductori de Margarida Aritzeta). Barcelona: Publicacions de l'Abadia de Montserrat, 1986. ISBN  978-84-7202-775-6 . Arxivat 2016-03-03 a Wayback Machine.
- El Col·legi de la Bona Vida (edició del text amb estudi introductori de Margarida Aritzeta). Barcelona: Barcanova 1993.
- d'Amat i de Cortada, Rafael. Viles i ciutats de Catalunya. Edició crítica.  Barcelona: Barcino, 1994, p. 291. ISBN 978-84-7226-651-3 [Consulta: 1r octubre 2014]. Arxivat 2014-10-06 a Wayback Machine. (edició crítica del text amb estudi introductori de Margarida Aritzeta). Barcelona: Barcino 1993.
- d'Amat i de Cortada, Baró de Maldà, Rafael. Miscel·lània de viatges i festes majors. Edició crítica.  Barcelona: Barcino, 1994, p. 473. ISBN 978-84-7226-660-5 [Consulta: 1r octubre 2014]. Arxivat 2014-10-06 a Wayback Machine. (edició crítica del text amb estudi introductori de Margarida Aritzeta). Barcelona: Barcino 1994.